# Unanu Municipality
Unanu Municipality är en kommun i Mikronesiska federationen.   Den ligger i delstaten Chuuk, i den västra delen av landet, 900 km väster om huvudstaden Palikir. Antalet invånare är 178. Unanu Municipality ligger på ön Unanu.
Följande samhällen finns i Unanu Municipality:
- Unanu Village